# Wendover (Utah)
Wendover je město v okresu Tooele County ve státě Utah ve Spojených státech amerických. K roku 2000 zde žilo 1 537 obyvatel. S celkovou rozlohou 16,7 km² byla hustota zalidnění 92,3 obyvatel na km².